# 哈迪亞地區
哈迪亞地區（Hadiya Zone）是埃塞俄比亞中埃塞俄比亚州的一個地區，面積3,978.14平方公里，西面是奧莫河，北面與古拉蓋地區接壤，東臨奧羅米亞州。根據埃塞俄比亞中央統計局2005年的資料，哈迪亞人口約1,506,623，其中男性748,074人，女性758,549人，8.1%居民住在市區，人口密度為每平方公里378.73人。